# Musaranya d'orelles petites nord-americana
La musaranya d'orelles petites nord-americana (Cryptotis parva) és una espècie de mamífer de la família de les musaranyes que es troba als Estats Units, Mèxic, Guatemala, Belize, El Salvador, Hondures i Nicaragua.